# EVE Energy
EVE Energy Company Limited — китайский производитель аккумуляторных батарей и систем накопления энергии. Штаб-квартира расположена в Хойчжоу (Гуандун). Контрольный пакет акций компании принадлежит миллиардеру Лю Цзиньчэну, который входит в число богатейших людей страны. В 2023 году EVE Energy заняла 1590-е место в рейтинге Forbes Global 2000.

## История
Компания основана в 2001 году бизнесменом Лю Цзиньчэном, который до этого изучал электрохимию в Уханьском университете и работал инженером по аккумуляторным батареям. В 2003 году EVE Energy начала производство литиевых аккумуляторов, в 2007 году начал работу аккумуляторный завод в Сикэне (уезд Боло). В 2009 году EVE Energy вышла на Шэньчжэньскую фондовую биржу, в 2010 году начала производить бытовые литий-ионные аккумуляторы.
В 2012 году компания построила штаб-квартиру и завод литий-ионных аккумуляторов в Чжункай (Хойчэн), а также завершила поглощение компании Desay Polypower Battery (Хойчжоу); в 2014 году приобрела 50,1 % акций компании Smoore; в 2015 году начала производить силовые аккумуляторы и создала Исследовательский институт новой энергии.
В 2016 году EVE Energy начала производить цилиндрические литий-ионные аккумуляторы и запустила завод аккумуляторов и систем накопления энергии в Цзинмэне (Хубэй); в 2018 году подписала соглашение о поставках с группой Daimler AG; в 2019 году начала поставки для Hyundai Motor Group и Kia Motors; в 2021 году основала дочернюю компанию EVE Power Lithium-ion Battery Limited (Хойчжоу); в 2022 году стала поставщиком для компаний BMW и Dayun Group, основала дочернюю компанию в Малайзии и открыла подразделение систем накопления энергии в Ухане.
В июле 2025 года EVE Energy ввела в эксплуатацию в Шэньяне завод аккумуляторов и исследовательский центр по применению литиевых аккумуляторов в холодном климате.

## Деятельность
Силовые и бытовые аккумуляторы EVE Energy используются в транспортных средствах (легковые и грузовые автомобили, автобусы, строительная техника, скутеры, электровелосипеды и суда); бытовой электронике (электронные сигареты, умные часы, фитнес-браслеты, умные колонки, зарядные устройства для наушников, принтеры, стилусы, планшеты, POS-терминалы, электроинструменты, садовые инструменты, роботы-пылесосы); системах сбора, хранения и передачи данных (умные счётчики воды, газа и электроэнергии, GPS-трекеры); системах безопасности и видеонаблюдения (системы домашней сигнализации, видеокамеры и умные замки); медицинском и военном оборудовании. Системы накопления энергии предназначены для телекоммуникационного и энергетического секторов.
Заводы аккумуляторов EVE Energy расположены в городах Хойчжоу, Цзинмэнь, Нинбо, Цидун, Яньчэн, Ухань и Шэньян (КНР), Дебрецен (Венгрия); завод литиевых материалов — в Их-Цайдаме (Цинхай); научно-исследовательский центр — в Хочжоу; сбытовые филиалы и офисы — в Гонконге, Тайбэе, Мюнхене, Малайзии и США.
Крупнейшими клиентами EVE Energy являются телекоммуникационная корпорация China Mobile, автомобильные производители Hyundai Motor, Kia Motors, Mercedes-Benz, BMW, Land Rover, Jaguar и Dayun Group.
По итогам 2022 года основные продажи EVE Energy пришлись на литий-ионные аккумуляторы (93,8 %) и литиевые начальные аккумуляторы (5,9 %). Крупнейшим рынком сбыта был Китай (65,2 %).

## Акционеры
Основными институциональными инвесторами EVE Energy являются GF Fund Management (4,05 %), E Fund Management (2,67 %), Zhong Ou Asset Management (1,85 %), ICBC Credit Suisse Asset Management (1,23 %), Fullgoal Fund Management (1,17 %), China Asset Management (1,16 %), Bosera Asset Management (1,12 %) и China Universal Asset Management (1,08 %).